# Liste de films français sortis en 1990
Listes de films français
- 1986
- 1987
- 1988
- 1989
- 1990
- 1991
- 1992
- 1993
- 1994

Liste non exhaustive de films français sortis en 1990

## 1990
| Titre                            | Réalisateur           | Distribution                                                                 | Genre              |
| -------------------------------- | --------------------- | ---------------------------------------------------------------------------- | ------------------ |
| 3615 code Père Noël              | René Manzor           | Louis Ducreux, Brigitte Fossey                                               |                    |
| Le Château de ma mère            | Yves Robert           | Philippe Caubère, Nathalie Roussel, Julien Ciamaca                           |                    |
| Cyrano de Bergerac               | Jean-Paul Rappeneau   | Gérard Depardieu, Anne Brochet, Vincent Perez, Jacques Weber                 | comédie dramatique |
| Daddy nostalgie                  | Bertrand Tavernier    | Dirk Bogarde, Jane Birkin                                                    |                    |
| La Discrète                      | Christian Vincent     | Fabrice Luchini, Maurice Garrel, Judith Henry                                | comédie dramatique |
| La Désenchantée                  | Benoît Jacquot        | Judith Godrèche, Marcel Bozonnet, Ivan Desny, Thérèse Liotard                |                    |
| Docteur M                        | Claude Chabrol        | Alan Bates, Jennifer Beals, Jan Niklas, Hanns Zischler, Benoît Régent        |                    |
| Docteur Petiot                   | Christian de Chalonge | Michel Serrault                                                              |                    |
| La Gloire de mon père            | Yves Robert           | Philippe Caubère, Nathalie Roussel, Julien Ciamaca                           |                    |
| Il y a des jours... et des lunes | Claude Lelouch        | Gérard Lanvin, Patrick Chesnais, Annie Girardot                              |                    |
| Le Mari de la coiffeuse          | Patrice Leconte       | Jean Rochefort, Anna Galiena                                                 |                    |
| Milou en mai                     | Louis Malle           | Michel Piccoli, Paulette Dubost, Miou-Miou, Michel Duchaussoy, Bruno Carette |                    |
| Nikita                           | Luc Besson            | Jean Reno, Anne Parillaud, Tchéky Karyo                                      |                    |
| Nouvelle Vague                   | Jean-Luc Godard       | Alain Delon                                                                  |                    |
| Ripoux contre ripoux             | Claude Zidi           | Philippe Noiret, Thierry Lhermitte                                           | Comédie policière  |
| La Vengeance d'une femme         | Jacques Doillon       | Isabelle Huppert, Béatrice Dalle                                             | drame              |